# Folio histoire
 (mai 2016).
Si vous disposez d'ouvrages ou d'articles de référence ou si vous connaissez des sites web de qualité traitant du thème abordé ici, merci de compléter l'article en donnant les références utiles à sa vérifiabilité et en les liant à la section « Notes et références ».
Folio histoire est une collection de livres de poche édités par les éditions Gallimard sous la marque Folio. La collection « Folio histoire » est créée en 1985 en même temps que les collections « Folio essais » et « Folio actuel » qui sont les trois collections remplaçant la collection « Idées ».

## Présentation
Suivant sa propre numérotation, la collection est composée, à la fois, d'ouvrages inédits, ou publiés pour la première fois en poche, et de rééditions de textes historiques majeurs, par exemple, ceux d'Alexis de Tocqueville ou encore de Jules Michelet. Certaines plages de numérotation n'ont pas été utilisées. La collection publie en moyenne sept nouveaux ouvrages par année.
Au mois de novembre 2014, la collection comporte en tout 240 titres depuis sa création.

## Rythme de parution
Rythme de publication selon l'année depuis 1985